# Lista localităților din Slovenia (M)
Lista localităților din Slovenia care încep cu litera  M
Lista localităților:
A -
B -
C -
Č -
D -
E -
F -
G -
H -
I -
J -
K -
L -
M -
N -
O -
P -
R -
S -
Š -
T -
U -
V -
Z -
Ž
| Localitate                   | Comună                                  | Imagine |
| ---------------------------- | --------------------------------------- | ------- |
| Mače                         | Comuna Preddvor                         |         |
| Mačji Dol                    | Comuna Trebnje                          |         |
| Mački                        | Comuna Velike Lašče                     |         |
| Mačkovci                     | Comuna Puconci                          |         |
| Mačkovec pri Dvoru           | Comuna Žužemberk                        |         |
| Mačkovec pri Suhorju         | Comuna Metlika                          |         |
| Mačkovec pri Škocjanu        | Comuna Škocjan                          |         |
| Mačkovec                     | Comuna Kočevje                          |         |
| Mačkovec                     | Comuna Laško                            |         |
| Mačkovec                     | Comuna Trebnje                          |         |
| Magolnik                     | Comuna Litija                           |         |
| Magozd                       | Comuna Kobarid                          |         |
| Mahneti                      | Comuna Cerknica                         |         |
| Mahniči                      | Comuna Sežana                           |         |
| Mahovci                      | Comuna Apače                            |         |
| Mahovnik                     | Comuna Kočevje                          |         |
| Majcni                       | Comuna Sežana                           |         |
| Majski Vrh                   | Comuna Videm                            |         |
| Majšperk                     | Comuna Majšperk                         |         |
| Makole                       | Comuna Makole                           |         |
| Makoše                       | Comuna Ribnica                          |         |
| Mala Brda                    | Comuna Postojna                         |         |
| Mala Breza                   | Comuna Laško                            |         |
| Mala Bukovica                | Comuna Ilirska Bistrica                 |         |
| Mala Cikava                  | Comuna urbană Novo mesto                |         |
| Mala Dobrava                 | Comuna Ivančna Gorica                   |         |
| Mala Dolina                  | Comuna Brežice                          |         |
| Mala Goba                    | Comuna Litija                           |         |
| Mala Gora                    | Comuna Kočevje                          |         |
| Mala Gora                    | Comuna Zreče                            |         |
| Mala Goričica                | Comuna Ivančna Gorica                   |         |
| Mala Hubajnica               | Comuna Sevnica                          |         |
| Mala Ilova Gora              | Comuna Grosuplje                        |         |
| Mala Kostrevnica             | Comuna Šmartno pri Litiji               |         |
| Mala Lahinja                 | Comuna Črnomelj                         |         |
| Mala Lašna                   | Comuna Lukovica                         |         |
| Mala Ligojna                 | Comuna Vrhnika                          |         |
| Mala Loka pri Višnji Gori    | Comuna Grosuplje                        |         |
| Mala Loka                    | Comuna Domžale                          |         |
| Mala Loka                    | Comuna Trebnje                          |         |
| Mala Mislinja                | Comuna Mislinja                         |         |
| Mala Nedelja                 | Comuna Ljutomer                         |         |
| Mala Pirešica                | Comuna Žalec                            |         |
| Mala Polana                  | Comuna Velika Polana                    |         |
| Mala Pristava                | Comuna Pivka                            |         |
| Mala Pristava                | Comuna Šmarje pri Jelšah                |         |
| Mala Račna                   | Comuna Grosuplje                        |         |
| Mala sela                    | Comuna Črnomelj                         |         |
| Mala sela                    | Comuna Litija                           |         |
| Mala Slevica                 | Comuna Velike Lašče                     |         |
| Mala Stara vas               | Comuna Grosuplje                        |         |
| Mala Strmica                 | Comuna Šmarješke Toplice                |         |
| Mala Ševnica                 | Comuna Trebnje                          |         |
| Mala Štanga                  | Comuna Šmartno pri Litiji               |         |
| Mala Varnica                 | Comuna Videm                            |         |
| Mala vas pri Grosupljem      | Comuna Grosuplje                        |         |
| Mala vas pri Ormožu          | Comuna Ormož                            |         |
| Mala vas                     | Comuna Dobrepolje                       |         |
| Mala vas                     | Comuna Gorišnica                        |         |
| Malahorna                    | Comuna Oplotnica                        |         |
| Male Braslovče               | Comuna Braslovče                        |         |
| Male Brusnice                | Comuna urbană Novo mesto                |         |
| Male Češnjice                | Comuna Ivančna Gorica                   |         |
| Male Dole pri Stehanji vasi  | Comuna Trebnje                          |         |
| Male Dole pri Temenici       | Comuna Ivančna Gorica                   |         |
| Male Dole                    | Comuna Vojnik                           |         |
| Male Grahovše                | Comuna Laško                            |         |
| Male Kompolje                | Comuna Ivančna Gorica                   |         |
| Male Lašče                   | Comuna Velike Lašče                     |         |
| Male Lese                    | Comuna Ivančna Gorica                   |         |
| Male Lipljene                | Comuna Grosuplje                        |         |
| Male Loče                    | Comuna Ilirska Bistrica                 |         |
| Male Pece                    | Comuna Ivančna Gorica                   |         |
| Male Poljane                 | Comuna Škocjan                          |         |
| Male Rebrce                  | Comuna Ivančna Gorica                   |         |
| Male Rodne                   | Comuna Rogaška Slatina                  |         |
| Male Vinice                  | Comuna Sodražica                        |         |
| Male Vodenice                | Comuna Kostanjevica na Krki             |         |
| Male Vrhe                    | Comuna Ivančna Gorica                   |         |
| Male Žablje                  | Comuna Ajdovščina                       |         |
| Malečnik                     | Comuna urbană Maribor                   |         |
| Malence                      | Comuna Kostanjevica na Krki             |         |
| Malenska vas                 | Comuna Mirna Peč                        |         |
| Malenski Vrh                 | Comuna Gorenja vas - Poljane            |         |
| Mali Ban                     | Comuna Šentjernej                       |         |
| Mali Brebrovnik              | Comuna Ormož                            |         |
| Mali Breg                    | Comuna Slovenske Konjice                |         |
| Mali Cerovec                 | Comuna urbană Novo mesto                |         |
| Mali Cirnik pri Šentjanžu    | Comuna Šentrupert                       |         |
| Mali Cirnik                  | Comuna Brežice                          |         |
| Mali Dol                     | Comuna Komen                            |         |
| Mali Dol                     | Comuna Pesnica                          |         |
| Mali Gaber                   | Comuna Trebnje                          |         |
| Mali Hrib                    | Comuna Kamnik                           |         |
| Mali Jelnik                  | Comuna Lukovica                         |         |
| Mali Kal                     | Comuna Ivančna Gorica                   |         |
| Mali Kal                     | Comuna Mirna Peč                        |         |
| Mali Kamen                   | Comuna Krško                            |         |
| Mali Konec                   | Comuna Grosuplje                        |         |
| Mali Koren                   | Comuna Krško                            |         |
| Mali Korinj                  | Comuna Ivančna Gorica                   |         |
| Mali Kum                     | Comuna Zagorje ob Savi                  |         |
| Mali Lipoglav                | Comuna urbană Ljubljana                 |         |
| Mali Lipovec                 | Comuna Žužemberk                        |         |
| Mali Ločnik                  | Comuna Velike Lašče                     |         |
| Mali Log                     | Comuna Loški potok                      |         |
| Mali Moravščak               | Comuna Sveti Jurij ob Ščavnici          |         |
| Mali Nerajec                 | Comuna Črnomelj                         |         |
| Mali Obrež                   | Comuna Brežice                          |         |
| Mali Okič                    | Comuna Cirkulane                        |         |
| Mali Orehek                  | Comuna urbană Novo mesto                |         |
| Mali Osolnik                 | Comuna Velike Lašče                     |         |
| Mali Otok                    | Comuna Postojna                         |         |
| Mali Podljuben               | Comuna urbană Novo mesto                |         |
| Mali Podlog                  | Comuna Krško                            |         |
| Mali Rakitovec               | Comuna Kamnik                           |         |
| Mali Rigelj                  | Comuna Dolenjske Toplice                |         |
| Mali Slatnik                 | Comuna urbană Novo mesto                |         |
| Mali Trn                     | Comuna Krško                            |         |
| Mali Videm                   | Comuna Trebnje                          |         |
| Mali Vrh pri Prežganju       | Comuna urbană Ljubljana                 |         |
| Mali Vrh pri Šmarju          | Comuna Grosuplje                        |         |
| Mali Vrh                     | Comuna Brežice                          |         |
| Mali Vrh                     | Comuna Mirna Peč                        |         |
| Mali Vrh                     | Comuna Šmartno ob Paki                  |         |
| Malija                       | Comuna Izola                            |         |
| Maline pri Štrekljevcu       | Comuna Semič                            |         |
| Maline                       | Comuna Mokronog - Trebelno              |         |
| Malinišče                    | Comuna Osilnica                         |         |
| Malkovec                     | Comuna Sevnica                          |         |
| Malna                        | Comuna Sveti Jurij v Slovenskih goricah |         |
| Malni                        | Comuna Bloke                            |         |
| Malo Črnelo                  | Comuna Ivančna Gorica                   |         |
| Malo Globoko                 | Comuna Ivančna Gorica                   |         |
| Malo Hudo                    | Comuna Ivančna Gorica                   |         |
| Malo Lešče                   | Comuna Metlika                          |         |
| Malo Lipje                   | Comuna Žužemberk                        |         |
| Malo Mlačevo                 | Comuna Grosuplje                        |         |
| Malo Mraševo                 | Comuna Krško                            |         |
| Malo Naklo                   | Comuna Naklo                            |         |
| Malo Polje                   | Comuna Ajdovščina                       |         |
| Malo Tinje                   | Comuna Slovenska Bistrica               |         |
| Malo Trebeljevo              | Comuna urbană Ljubljana                 |         |
| Malo Ubeljsko                | Comuna Postojna                         |         |
| Malovše                      | Comuna Ajdovščina                       |         |
| Mamolj                       | Comuna Litija                           |         |
| Manče                        | Comuna Vipava                           |         |
| Manžan                       | Comuna urbană Koper                     |         |
| Marezige                     | Comuna urbană Koper                     |         |
| Maribor                      | Comuna urbană Maribor                   |         |
| Marija Dobje                 | Comuna Šentjur                          |         |
| Marija Gradec                | Comuna Laško                            |         |
| Marija Reka                  | Comuna Prebold                          |         |
| Marijina vas                 | Comuna Laško                            |         |
| Marinča vas                  | Comuna Ivančna Gorica                   |         |
| Marinčki                     | Comuna Velike Lašče                     |         |
| Marindol                     | Comuna Črnomelj                         |         |
| Marjeta na Dravskem Polju    | Comuna Starše                           |         |
| Markečica                    | Comuna Oplotnica                        |         |
| Markišavci                   | Comuna urbană Murska Sobota             |         |
| Markovci                     | Comuna Markovci                         |         |
| Markovci                     | Comuna Šalovci                          |         |
| Markovec                     | Comuna Loška Dolina                     |         |
| Markovo                      | Comuna Kamnik                           |         |
| Markovščina                  | Comuna Hrpelje - Kozina                 |         |
| Marno                        | Comuna Hrastnik                         |         |
| Marolče                      | Comuna Ribnica                          |         |
| Maršiči                      | Comuna urbană Koper                     |         |
| Maršiči                      | Comuna Ribnica                          |         |
| Martinj Vrh                  | Comuna Železniki                        |         |
| Martinja vas pri Mokronogu   | Comuna Mokronog - Trebelno              |         |
| Martinja vas                 | Comuna Trebnje                          |         |
| Martinjak                    | Comuna Cerknica                         |         |
| Martinje                     | Comuna Gornji Petrovci                  |         |
| Martjanci                    | Comuna Moravske Toplice                 |         |
| Masore                       | Comuna Idrija                           |         |
| Matavun                      | Comuna Divača                           |         |
| Matena                       | Comuna Ig                               |         |
| Matenja vas                  | Comuna Postojna                         |         |
| Materija                     | Comuna Hrpelje - Kozina                 |         |
| Matjaševci                   | Comuna Kuzma                            |         |
| Matke                        | Comuna Prebold                          |         |
| Mavčiče                      | Comuna urbană Kranj                     |         |
| Mavrc                        | Comuna Kostel                           |         |
| Mavrlen                      | Comuna Črnomelj                         |         |
| Medana                       | Comuna Brda                             |         |
| Medija                       | Comuna Zagorje ob Savi                  |         |
| Medlog                       | Comuna urbană Celje                     |         |
| Medno                        | Comuna urbană Ljubljana                 |         |
| Medribnik                    | Comuna Cirkulane                        |         |
| Medvedce                     | Comuna Majšperk                         |         |
| Medvedica                    | Comuna Grosuplje                        |         |
| Medvedje Brdo                | Comuna Logatec                          |         |
| Medvedjek                    | Comuna Trebnje                          |         |
| Medvedjek                    | Comuna Velike Lašče                     |         |
| Medvode                      | Comuna Medvode                          |         |
| Meglenik                     | Comuna Trebnje                          |         |
| Meja                         | Comuna urbană Kranj                     |         |
| Meje                         | Comuna Cirkulane                        |         |
| Mekinje nad Stično           | Comuna Ivančna Gorica                   |         |
| Mekinje                      | Comuna Kamnik                           |         |
| Mekotnjak                    | Comuna Ljutomer                         |         |
| Melanjski Vrh                | Comuna Radenci                          |         |
| Mele                         | Comuna Gornja Radgona                   |         |
| Melinci                      | Comuna Beltinci                         |         |
| Meliše                       | Comuna Ljubno                           |         |
| Meljski Hrib                 | Comuna urbană Maribor                   |         |
| Mengeš                       | Comuna Mengeš                           |         |
| Meniška vas                  | Comuna Dolenjske Toplice                |         |
| Merče                        | Comuna Sežana                           |         |
| Mereče                       | Comuna Ilirska Bistrica                 |         |
| Mestinje                     | Comuna Šmarje pri Jelšah                |         |
| Mestni Vrh                   | Comuna urbană Ptuj                      |         |
| Metava                       | Comuna urbană Maribor                   |         |
| Metlika                      | Comuna Metlika                          |         |
| Metnaj                       | Comuna Ivančna Gorica                   |         |
| Metni Vrh                    | Comuna Sevnica                          |         |
| Metulje                      | Comuna Bloke                            |         |
| Mevce                        | Comuna Ivančna Gorica                   |         |
| Mevkuž                       | Comuna Bled                             |         |
| Mezgovci ob Pesnici          | Comuna Dornava                          |         |
| Mezgovci                     | Comuna Sveti Tomaž                      |         |
| Mežica                       | Comuna Mežica                           |         |
| Migojnice                    | Comuna Žalec                            |         |
| Migolica                     | Comuna Mirna                            |         |
| Migolska Gora                | Comuna Mirna                            |         |
| Mihalovci                    | Comuna Ormož                            |         |
| Mihalovec                    | Comuna Brežice                          |         |
| Mihelca                      | Comuna Šmartno pri Litiji               |         |
| Mihele                       | Comuna Hrpelje - Kozina                 |         |
| Mihelja vas                  | Comuna Črnomelj                         |         |
| Mihovce                      | Comuna Kidričevo                        |         |
| Mihovci pri Veliki Nedelji   | Comuna Ormož                            |         |
| Mihovec                      | Comuna urbană Novo mesto                |         |
| Mihovica                     | Comuna Šentjernej                       |         |
| Mihovo                       | Comuna Šentjernej                       |         |
| Miklarji                     | Comuna Črnomelj                         |         |
| Miklavž na Dravskem polju    | Comuna Miklavž na Dravskem polju        |         |
| Miklavž pri Ormožu           | Comuna Ormož                            |         |
| Miklavž pri Taboru           | Comuna Tabor                            |         |
| Mikote                       | Comuna Krško                            |         |
| Milava                       | Comuna Cerknica                         |         |
| Miliči                       | Comuna Črnomelj                         |         |
| Milje                        | Comuna Šenčur                           |         |
| Miren                        | Comuna Miren - Kostanjevica             |         |
| Mirke                        | Comuna Vrhnika                          |         |
| Mirna Peč                    | Comuna Mirna Peč                        |         |
| Mirna vas                    | Comuna Mokronog - Trebelno              |         |
| Mirna                        | Comuna Mirna                            |         |
| Mirtoviči                    | Comuna Osilnica                         |         |
| Misliče                      | Comuna Divača                           |         |
| Mislinja                     | Comuna Mislinja                         |         |
| Mislinjska Dobrava           | Comuna urbană Slovenj Gradec            |         |
| Mišače                       | Comuna Radovljica                       |         |
| Mišji Dol                    | Comuna Šmartno pri Litiji               |         |
| Mlače                        | Comuna Slovenske Konjice                |         |
| Mladje                       | Comuna Krško                            |         |
| Mlajtinci                    | Comuna Moravske Toplice                 |         |
| Mlaka nad Lušo               | Comuna Gorenja vas - Poljane            |         |
| Mlaka pri Kočevju            | Comuna Kočevje                          |         |
| Mlaka pri Kočevski Reki      | Comuna Kočevje                          |         |
| Mlaka pri Kranju             | Comuna urbană Kranj                     |         |
| Mlaka                        | Comuna Komenda                          |         |
| Mlaka                        | Comuna Radovljica                       |         |
| Mlake                        | Comuna Metlika                          |         |
| Mlake                        | Comuna Muta                             |         |
| Mleščevo                     | Comuna Ivančna Gorica                   |         |
| Mlinsko                      | Comuna Kobarid                          |         |
| Mlinše                       | Comuna Zagorje ob Savi                  |         |
| Močile                       | Comuna Črnomelj                         |         |
| Močilno                      | Comuna Radeče                           |         |
| Močle                        | Comuna Šmarje pri Jelšah                |         |
| Močna                        | Comuna Lenart                           |         |
| Močunigi                     | Comuna urbană Koper                     |         |
| Močvirje                     | Comuna Škocjan                          |         |
| Modraže                      | Comuna Poljčane                         |         |
| Modrej                       | Comuna Tolmin                           |         |
| Modrejce                     | Comuna Tolmin                           |         |
| Modrič                       | Comuna Laško                            |         |
| Modrič                       | Comuna Slovenska Bistrica               |         |
| Mohorje                      | Comuna Velike Lašče                     |         |
| Mojstrana                    | Comuna Kranjska Gora                    |         |
| Mokronog                     | Comuna Mokronog - Trebelno              |         |
| Montinjan                    | Comuna urbană Koper                     |         |
| Morava                       | Comuna Kočevje                          |         |
| Moravci v Slovenskih Goricah | Comuna Ljutomer                         |         |
| Moravče pri Gabrovki         | Comuna Litija                           |         |
| Moravče                      | Comuna Moravče                          |         |
| Moravske Toplice             | Comuna Moravske Toplice                 |         |
| Moravška Gora                | Comuna Litija                           |         |
| Morje                        | Comuna Rače - Fram                      |         |
| Morsko                       | Comuna Kanal                            |         |
| Most na Soči                 | Comuna Tolmin                           |         |
| Most                         | Comuna Mokronog - Trebelno              |         |
| Moste                        | Comuna Komenda                          |         |
| Moste                        | Comuna Žirovnica                        |         |
| Mostec                       | Comuna Brežice                          |         |
| Mostečno                     | Comuna Makole                           |         |
| Mostje                       | Comuna Juršinci                         |         |
| Mostje                       | Comuna Lendava                          |         |
| Moščanci                     | Comuna Puconci                          |         |
| Moše                         | Comuna Medvode                          |         |
| Mošenik                      | Comuna Moravče                          |         |
| Mošenik                      | Comuna Zagorje ob Savi                  |         |
| Moškanjci                    | Comuna Gorišnica                        |         |
| Moškrin                      | Comuna Škofja Loka                      |         |
| Mošnje                       | Comuna Radovljica                       |         |
| Mota                         | Comuna Ljutomer                         |         |
| Motnik                       | Comuna Kamnik                           |         |
| Motovilci                    | Comuna Grad                             |         |
| Motvarjevci                  | Comuna Moravske Toplice                 |         |
| Moverna vas                  | Comuna Semič                            |         |
| Movraž                       | Comuna urbană Koper                     |         |
| Mozelj                       | Comuna Kočevje                          |         |
| Mozirje                      | Comuna Mozirje                          |         |
| Možjanca                     | Comuna Preddvor                         |         |
| Mramorovo pri Lužarjih       | Comuna Bloke                            |         |
| Mramorovo pri Pajkovem       | Comuna Bloke                            |         |
| Mrčna sela                   | Comuna Krško                            |         |
| Mrše                         | Comuna Hrpelje - Kozina                 |         |
| Mršeča vas                   | Comuna Šentjernej                       |         |
| Mrtovec                      | Comuna Sevnica                          |         |
| Mrtvice                      | Comuna Kočevje                          |         |
| Mrtvice                      | Comuna Krško                            |         |
| Mrzla Luža                   | Comuna Trebnje                          |         |
| Mrzla Planina                | Comuna Sevnica                          |         |
| Mrzlava vas                  | Comuna Brežice                          |         |
| Mrzli Log                    | Comuna Idrija                           |         |
| Mrzli Vrh                    | Comuna Idrija                           |         |
| Mrzli Vrh                    | Comuna Žiri                             |         |
| Mrzlo Polje                  | Comuna Ivančna Gorica                   |         |
| Mrzlo Polje                  | Comuna Laško                            |         |
| Muhabran                     | Comuna Trebnje                          |         |
| Mulhe                        | Comuna Šmartno pri Litiji               |         |
| Muljava                      | Comuna Ivančna Gorica                   |         |
| Murave                       | Comuna Gorenja vas - Poljane            |         |
| Muretinci                    | Comuna Gorišnica                        |         |
| Murska Sobota                | Comuna urbană Murska Sobota             |         |
| Murski Črnci                 | Comuna Tišina                           |         |
| Murski Petrovci              | Comuna Tišina                           |         |
| Murski Vrh                   | Comuna Radenci                          |         |
| Murščak                      | Comuna Radenci                          |         |
| Muta                         | Comuna Muta                             |         |

Lista localităților:
A -
B -
C -
Č -
D -
E -
F -
G -
H -
I -
J -
K -
L -
M -
N -
O -
P -
R -
S -
Š -
T -
U -
V -
Z -
Ž